# Pekka Kauhanen
Olli Pekka Kauhanen, född 8 juli 1954 i Leppävirta, död 25 februari 2020 i Esbo, var en finländsk skulptör.
Kauhanen studerade vid Finlands konstakademis skola 1976–1980. På 1980-talet utförde han rent figurativa arbeten, främst hundar och människor, men mest uppmärksammad har han blivit för Den stora tiden, ett abstrakt, korkskruvsformade monument över president Urho Kekkonen i Kajana, som vann första pris i en tävling 1988 och restes 1990. Till monumentets formspråk återvände han i utställningar av mindre arbeten på 1990-talet. Hans skulpturer har nästan uteslutande varit gjorda i metall, brons, aluminium och järn, svetsade och utskurna ur metallskivor. Vid sidan av metall har han senare i sin karriär även använt trä som material för sina skulpturer.
Kauhanen fick andra pris i tävlingen om Risto Rytis monument 1991. Han har även framträtt som medaljkonstnär. Han verkade som lärare vid Konstindustriella högskolan 1982–1988. År 2011 erhöll han Pro Finlandia-medaljen och 2014 Pro Leppävirta-medaljen.

### Uppslagsverk
- Kauhanen, Pekka i Uppslagsverket Finland (webbupplaga, 2012). CC-BY-SA 4.0